# Werknesh Kidane
Werknesh Kidane (* 21. November 1981 in Tigray) ist eine ehemalige äthiopische Langstreckenläuferin.

## Werdegang
Bereits als Juniorin trat sie international in Erscheinung. 1998 belegte sie bei den Crosslauf-Weltmeisterschaften 1998 in Marrakesch den dritten Platz im Rennen der Juniorinnen und den sechsten Platz bei den Juniorenweltmeisterschaften in Annecy im 5000-Meter-Lauf. Bei den Crosslauf-Weltmeisterschaften 1999 in Belfast wurde sie Juniorenweltmeisterin.
Bei den Weltmeisterschaften 1999 in Sevilla lief sie erstmals bei einem internationalen Großereignis im Erwachsenenbereich. Über 5000 Meter verpasste sie jedoch den Einzug in das Finale. 2000 trat sie bei den Crosslauf-Weltmeisterschaften in Vilamoura noch einmal im Juniorinnenrennen an, konnte aber nicht an ihre früheren Erfolge anknüpfen und belegte diesmal nur den neunten Rang. Bei den Olympischen Spielen in Sydney erreichte sie über 5000 Meter den siebten Platz.
Bei den Hallenweltmeisterschaften 2001 in Lissabon wurde sie Neunte im 3000-Meter-Lauf und bei den Crosslauf-Weltmeisterschaften im selben Jahr Fünfte auf der Kurzstrecke. Bei den Weltmeisterschaften 2001 in Edmonton startete sie wieder im 5000-Meter-Lauf, verpasste jedoch abermals den Finaleinzug.
2002 gewann sie bei den Crosslauf-Weltmeisterschaften in Dublin die Silbermedaille auf der Kurzstrecke. Diesen Erfolg konnte sie im folgenden Jahr in Lausanne wiederholen. Dort gewann sie auch die Goldmedaille auf der Langstrecke. Sie konnte die bisher erfolgreichste Saison ihrer Karriere bei den Weltmeisterschaften in Paris/Saint-Denis abrunden. Dort gewann sie im 10.000-Meter-Lauf in persönlicher Bestleistung von 30:07,15 min die Silbermedaille hinter ihrer Landsfrau Berhane Adere. Zu diesem Zeitpunkt belegte Kidane mit ihrer Zeit den vierten Platz in der ewigen Bestenliste über diese Distanz. bei den Afrikaspielen 2003 in Abuja gewann sie die Silbermedaille über 10.000 Meter.
Bei den Olympischen Spielen 2004 in Athen belegte sie den vierten Platz im 10.000-Meter-Lauf. Einige Monate zuvor war sie bei den Crosslauf-Weltmeisterschaften in Brüssel Dritte auf der Langstrecke und Vierte auf der Kurzstrecke geworden. 2005 in Saint-Galmier wiederholte sie ihre Platzierung auf der Langstrecke und gewann darüber hinaus die Silbermedaille im Kurzstreckenrennen. Bei den Weltmeisterschaften 2005 in Helsinki belegte sie über 10.000 Meter den sechsten Rang. 
Im selben Jahr gewann sie bei ihrem Debüt auf der Halbmarathondistanz den Rock ’n’ Roll Virginia Beach Half Marathon in 1:09:48 h. Nach Ende der Saison legte sie eine Babypause ein.
Im Oktober 2008 kehrte sie mit einem zehnten Platz beim Great North Run in den Wettkampfbetrieb zurück. 2009 wurde sie Vierte beim Prag-Halbmarathon, und 2010 gewann sie den Great Manchester Run. Bei den Olympischen Spielen 2012 in London wurde sie Vierte über 10.000 Meter.
Werknesh Kidane ist 1,58 m, groß und brachte ein Wettkampfgewicht von 41 kg auf die Waage. Sie wurde von Global Athletics & Marketing betreut. Sie ist mit dem Langstreckenläufer Gebregziabher Gebremariam (* 1984) verheiratet und Mutter von zwei Söhnen.

## Bestleistungen
- 1500 m: 4:15,51 min, 8. Juli 2002, Zagreb
- 3000 m: 8:36,39 min, 11. Juni 2005, New York City
  - Halle: 8:46,56 min, 10. März 2001, Lissabon
- 5000 m: 14:33,04 min, 27. Juni 2003, Oslo
- 10.000 m: 30:07,15 min, 23. August 2003, Paris
- 10-km-Straßenlauf: 31:19 min, 16. Mai 2010, Manchester
- Halbmarathon: 1:07:28 h, 18. September 2011, Philadelphia